# Seirindō
Seirindō (青林堂) est une maison d'édition japonaise créée en 1962. Elle est notamment connue pour avoir édité le magazine de prépublication de manga Garo, qui a joué un rôle déterminant dans l'histoire du manga d'auteur.

## Historique
Seirindō est créé en 1962 par Katsuichi Nagai afin d'éditer le magazine de prépublication de manga Garo, paru entre 1964 et 2002. 

## Magazines
- JAPANISM (ジャパニズム?) (2011-2020)

### Magazines de prépublication de mangas
- Garo (ガロ?) (1964-2002, 424 numéros)
- Garo Special Edition (ガロ特別号?)

### Mangas publiés
- Palepoli, Usamaru Furuya (1996, 1 volume)